# Anh Cả (Một chín tám tư)
Anh Cả (tên gốc trong tác phẩm: Big Brother) là một nhân vật và biểu tượng hư cấu trong tác phẩm Một chín tám tư của George Orwell. Ông được coi là người lãnh đạo (hoặc các nhà độc tài bí ẩn trên thực tế hoặc là nhân vật bù nhìn) của Oceania, một nhà nước toàn trị trong đó các Đảng cầm quyền nắm toàn bộ quyền lực "vì lợi ích riêng của mình".
Trong xã hội mà Orwell mô tả, mọi công dân đều được giám sát liên tục của các tổ chức, chủ yếu là do máy truyền hình (ngoại trừ giai cấp vô sản). Quần chúng thường xuyên nhắc nhở về điều này bằng khẩu hiệu "Anh Cả đang theo dõi bạn": một câu châm ngôn mà ở khắp nơi trên màn hình. Trong nền văn hóa hiện đại từ "Anh Cả" đã bước vào từ vựng như là một từ đồng nghĩa với việc lạm dụng quyền lực của chính phủ, đặc biệt là đối với quyền tự do dân sự, thường liên quan chặt chẽ đến việc giám sát hàng loạt công dân.